# Chaos City/Episodenliste
Diese Episodenliste enthält alle Episoden der US-amerikanischen Sitcom Chaos City, sortiert nach der US-amerikanischen Erstausstrahlung. Die Fernsehserie umfasst sechs Staffeln mit 145 Episoden.

## Übersicht
| Staffel | Episodenanzahl | Erstausstrahlung USA | Erstausstrahlung USA | Deutschsprachige Erstausstrahlung | Deutschsprachige Erstausstrahlung |
| Staffel | Episodenanzahl | Staffelpremiere      | Staffelfinale        | Staffelpremiere                   | Staffelfinale                     |
| ------- | -------------- | -------------------- | -------------------- | --------------------------------- | --------------------------------- |
| 1       | 24             | 17. September 1996   | 13. Mai 1997         | 27. Oktober 1997                  | 6. April 1998                     |
| 2       | 24             | 24. September 1997   | 20. Mai 1998         | 19. Juli 1999                     | 17. Januar 2000                   |
| 3       | 26             | 22. September 1998   | 25. Mai 1999         | 24. Januar 2000                   | 11. September 2000                |
| 4       | 26             | 21. September 1999   | 24. Mai 2000         | 18. September 2000                | 19. März 2001                     |
| 5       | 23             | 18. Oktober 2000     | 23. Mai 2001         | 15. Oktober 2001                  | 15. April 2002                    |
| 6       | 22             | 25. September 2001   | 30. April 2002       | 29. Juli 2002                     | 30. Dezember 2002                 |

## Staffel 1
Die Erstausstrahlung der ersten Staffel war vom 17. September 1996 bis zum 13. Mai 1997 auf dem US-amerikanischen Sender ABC. Die deutschsprachige Erstausstrahlung sendete der Fernsehsender ProSieben vom 27. Oktober 1997 bis zum 6. April 1998.
| Nr. (ges.) | Nr. (St.) | Deutscher Titel                | Originaltitel                | Erstausstrahlung USA | Deutschsprachige Erstausstrahlung (D) | Regie              | Drehbuch                            |
| ---------- | --------- | ------------------------------ | ---------------------------- | -------------------- | ------------------------------------- | ------------------ | ----------------------------------- |
| 1          | 1         | New York, New York             | Pilot                        | 17. Sep. 1996        | 27. Okt. 1997                         | Thomas Schlamme    | Gary David Goldberg & Bill Lawrence |
| 2          | 2         | Der heißeste Mann von New York | The Great Pretender          | 24. Sep. 1996        | 3. Nov. 1997                          | Lee Shallat Chemel | Sarah Dunn                          |
| 3          | 3         | Jede Menge Müll                | The Apartment                | 1. Okt. 1996         | 10. Nov. 1997                         | Lee Shallat Chemel | Bill Lawrence                       |
| 4          | 4         | Interview mit Folgen           | Pride And Prejudice          | 8. Okt. 1996         | 17. Nov. 1997                         | Lee Shallat Chemel | Brian Buckner & Sebastian Jones     |
| 5          | 5         | Rivalen                        | The Rivals                   | 15. Okt. 1996        | 24. Nov. 1997                         | Lee Shallat Chemel | Amy Cohen & Michelle Nader          |
| 6          | 6         | Faszination Fernsehen          | A Star Is Born               | 22. Okt. 1996        | 1. Dez. 1997                          | Lee Shallat Chemel | Kirk J. Rudell                      |
| 7          | 7         | Mehr Schein als Sein           | Grand Illusions              | 29. Okt. 1996        | 8. Dez. 1997                          | Lee Shallat Chemel | Amy Cohen & Michelle Nader          |
| 8          | 8         | Eine Hand wäscht die andere    | The High And The Mighty      | 12. Nov. 1996        | 5. Jan. 1998                          | Lee Shallat Chemel | Kirk J. Rudell                      |
| 9          | 9         | Bürgermeister für einen Tag    | Meet Tommy Dugan             | 19. Nov. 1996        | 29. Dez. 1997                         | Lee Shallat Chemel | Tim Hobert                          |
| 10         | 10        | Der Wettkampf                  | The Competitors              | 26. Nov. 1996        | 15. Dez. 1997                         | Lee Shallat Chemel | Sarah Dunn                          |
| 11         | 11        | Hundstage                      | Dog Day Afternoon            | 10. Dez. 1996        | 12. Jan. 1998                         | Lee Shallat Chemel | Jeff Lowell                         |
| 12         | 12        | Der große Schnupfen            | Criss Cross                  | 17. Dez. 1996        | 22. Dez. 1997                         | Lee Shallat Chemel | Brian Buckner & Sebastian Jones     |
| 13         | 13        | Die Trennungs-Kiste            | Bye Bye Love                 | 7. Jan. 1997         | 19. Jan. 1998                         | Lee Shallat Chemel | Kirk J. Rudell & Bill Lawrence      |
| 14         | 14        | Eine peinliche Nacht           | Starting Over                | 14. Jan. 1997        | 26. Jan. 1998                         | Lee Shallat Chemel | Jeff Lowell                         |
| 15         | 15        | Die Neue                       | Gabby’s Song                 | 28. Jan. 1997        | 2. Feb. 1998                          | Lee Shallat Chemel | Jeff Lowell & Tim Hobert            |
| 16         | 16        | Auf Freiersfüßen               | Kiss Me, Stupid              | 11. Feb. 1997        | 16. Feb. 1998                         | Lee Shallat Chemel | Sarah Dunn                          |
| 17         | 17        | (K)eine große Affäre           | An Affair To Remember        | 18. Feb. 1997        | 9. Feb. 1998                          | Lee Shallat Chemel | Michelle Nader & Amy Cohen          |
| 18         | 18        | Kleine Ausrutscher             | Snowbound                    | 25. Feb. 1997        | 23. Feb. 1998                         | Lee Shallat Chemel | Brian Buckner & Sebastian Jones     |
| 19         | 19        | Lügen haben hübsche Beine      | Striptease                   | 4. März 1997         | 2. März 1998                          | Lee Shallat Chemel | Jeff Lowell & Tim Hobert            |
| 20         | 20        | Missverständnisse              | Deaf Becomes Her             | 18. März 1997        | 9. März 1998                          | Lee Shallat Chemel | Sarah Dunn & Kirk J. Rudell         |
| 21         | 21        | Kaltgestellt                   | Hot In The City              | 1. Apr. 1997         | 16. März 1998                         | Lee Shallat Chemel | Jay Scherick & David Ronn           |
| 22         | 22        | Stehvermögen                   | Bone Free                    | 29. Apr. 1997        | 23. März 1998                         | Lee Shallat Chemel | Michael Craven & Richard Childs     |
| 23         | 23        | Krach im Hause Winston         | The Mayor Who Came To Dinner | 6. Mai 1997          | 30. März 1998                         | Lee Shallat Chemel | Tim Hobert & Kirk J. Rudell         |
| 24         | 24        | Ein Bürgermeister verschwindet | Mayor Over Miami!            | 13. Mai 1997         | 6. Apr. 1998                          | Lee Shallat Chemel | Brian Buckner & Sebastian Jones     |

## Staffel 2
Die Erstausstrahlung der zweiten Staffel war vom 24. September 1997 bis zum 20. Mai 1998 auf dem US-amerikanischen Sender ABC. Die deutschsprachige Erstausstrahlung sendete der Fernsehsender ProSieben vom 19. Juli 1999 bis zum 17. Januar 2000.
| Nr. (ges.) | Nr. (St.) | Deutscher Titel                 | Originaltitel                    | Erstausstrahlung USA | Deutschsprachige Erstausstrahlung (D) | Regie       | Drehbuch                                    |
| ---------- | --------- | ------------------------------- | -------------------------------- | -------------------- | ------------------------------------- | ----------- | ------------------------------------------- |
| 25         | 1         | Aussetzer                       | Paul Flew Over The Cuckoo’s Nest | 24. Sep. 1997        | 19. Juli 1999                         | Andy Cadiff | Bill Lawrence                               |
| 26         | 2         | Schmutzige Geschäfte            | Porn In The U.s.a.               | 1. Okt. 1997         | 26. Juli 1999                         | Andy Cadiff | Jeff Lowell                                 |
| 27         | 3         | Mit Volldampf voraus            | Wonder Woman                     | 8. Okt. 1997         | 2. Aug. 1999                          | Andy Cadiff | Jay Scherick & David Ronn                   |
| 28         | 4         | Triebe statt Liebe              | The Goodbye Girl                 | 15. Okt. 1997        | 9. Aug. 1999                          | Andy Cadiff | Gayle Abrams                                |
| 29         | 5         | Schwarz und Schweiß             | In The Heat Of The Day           | 22. Okt. 1997        | 16. Aug. 1999                         | Andy Cadiff | Stephen Godchaux                            |
| 30         | 6         | Das Großmaul                    | Radio Daze                       | 29. Okt. 1997        | 23. Aug. 1999                         | Andy Cadiff | Kirk J. Rudell                              |
| 31         | 7         | Der 30. Geburtstag              | Thirty Year Itch                 | 5. Nov. 1997         | 30. Aug. 1999                         | Andy Cadiff | Michelle Nader & Amy Cohen                  |
| 32         | 8         | TV total!                       | My Life Is A Soap Opera          | 12. Nov. 1997        | 6. Sep. 1999                          | Andy Cadiff | Tom Hertz                                   |
| 33         | 9         | Besuch von Muttern              | Family Affair – Part 1           | 19. Nov. 1997        | 13. Sep. 1999                         | Andy Cadiff | Brian Buckner & Sebastian Jones             |
| 34         | 10        | Täuschungsmanöver               | Family Affair – Part 2           | 26. Nov. 1997        | 20. Sep. 1999                         | Andy Cadiff | Brian Buckner & Sebastian Jones             |
| 35         | 11        | Von Pferden und Vätern          | They Shoot Horses, Don’t They?   | 10. Dez. 1997        | 27. Sep. 1999                         | Andy Cadiff | Laurie Parres                               |
| 36         | 12        | Double mit Bart                 | Miracle Near 34th Street         | 17. Dez. 1997        | 13. Dez. 1999                         | Andy Cadiff | Stephen Godchaux & Gayle Abrams             |
| 37         | 13        | Im Augenblick der Wahrheit      | Same Time Next Year              | 7. Jan. 1998         | 20. Dez. 1999                         | Andy Cadiff | Michelle Nader & Amy Cohen & Kirk J. Rudell |
| 38         | 14        | Große und kleine Sorgen         | The Paul Lassiter Story          | 21. Jan. 1998        | 4. Okt. 1999                          | Andy Cadiff | Bill Lawrence                               |
| 39         | 15        | Allein unter Frauen             | Gentleman’s Agreement            | 28. Jan. 1998        | 11. Okt. 1999                         | Andy Cadiff | Tim Hobert                                  |
| 40         | 16        | Der Fluch                       | Deaf Man Walking                 | 25. Feb. 1998        | 18. Okt. 1999                         | Andy Cadiff | Jeff Lowell                                 |
| 41         | 17        | Geständnisse                    | The Marrying Man                 | 4. März 1998         | 25. Okt. 1999                         | Andy Cadiff | David Ronn & Jay Scherick                   |
| 42         | 18        | Gemischtes Doppel               | One Wedding And A Funeral        | 11. März 1998        | 8. Nov. 1999                          | Andy Cadiff | Tom Hertz                                   |
| 43         | 19        | Nur keine Hemmungen             | A River Runs Through Me          | 18. März 1998        | 15. Nov. 1999                         | Andy Cadiff | Laurie Parres                               |
| 44         | 20        | Besuch vom Papst                | The Pope Of Gracie Mansion       | 1. Apr. 1998         | 22. Nov. 1999                         | Andy Cadiff | Michelle Nader & Amy Cohen                  |
| 45         | 21        | Die Nacht vor der Hochzeit      | Bye, Bye, Birdie                 | 29. Apr. 1998        | 29. Nov. 1999                         | Andy Cadiff | Kirk J. Rudell                              |
| 46         | 22        | Einfach zauberhaft!             | The Lady Or The Tiger            | 6. Mai 1998          | 6. Dez. 1999                          | Andy Cadiff | Gayle Abrams & Kirk J. Rudell               |
| 47         | 23        | Eine Stadt voller Ratten        | Single White Male                | 6. Mai 1998          | 10. Jan. 2000                         | Carl Lauten | Michael Lisbe & Nathan Reger                |
| 48         | 24        | Eine Hochzeit und ein Todesfall | The Paul-bearer                  | 20. Mai 1998         | 17. Jan. 2000                         | Andy Cadiff | Tim Hobert                                  |

## Staffel 3
Die Erstausstrahlung der dritten Staffel war vom 22. September 1998 bis zum 25. Mai 1999 auf dem US-amerikanischen Sender ABC. Die deutschsprachige Erstausstrahlung sendete der Fernsehsender ProSieben vom 24. Januar 2000 bis zum 11. September 2000.
| Nr. (ges.) | Nr. (St.) | Deutscher Titel                   | Originaltitel                           | Erstausstrahlung USA | Deutschsprachige Erstausstrahlung (D) | Regie       | Drehbuch                          |
| ---------- | --------- | --------------------------------- | --------------------------------------- | -------------------- | ------------------------------------- | ----------- | --------------------------------- |
| 49         | 1         | Simulanten                        | Dead Dog Talking                        | 22. Sep. 1998        | 24. Jan. 2000                         | Andy Cadiff | Tom Hertz                         |
| 50         | 2         | Verrückt nach Heidi               | Something About Heidi                   | 29. Sep. 1998        | 31. Jan. 2000                         | Andy Cadiff | Amy Cohen & Michelle Nader        |
| 51         | 3         | Bettgeflüster                     | Gone With The Wind                      | 6. Okt. 1998         | 7. Feb. 2000                          | Andy Cadiff | Stephen Godchaux                  |
| 52         | 4         | Echte Männer                      | The Deer Hunter                         | 13. Okt. 1998        | 14. Feb. 2000                         | Andy Cadiff | Brian Buckner & Sebastian Jones   |
| 53         | 5         | Stellvertreter                    | It Happened One Night                   | 20. Okt. 1998        | 13. März 2000                         | Andy Cadiff | Gayle Abrams                      |
| 54         | 6         | Das starke Geschlecht             | Three Men And A Little Lady             | 27. Okt. 1998        | 20. März 2000                         | Andy Cadiff | Tim Hobert                        |
| 55         | 7         | Alte Kameraden                    | An Officer And A Gentleman              | 3. Nov. 1998         | 3. Apr. 2000                          | Andy Cadiff | David S. Rosenthal                |
| 56         | 8         | Die Fackelträger                  | Quest For Fire                          | 10. Nov. 1998        | 10. Apr. 2000                         | Andy Cadiff | Jay Scherick & David Ronn         |
| 57         | 9         | Versprechen muss man halten       | The Kidney’s All Right                  | 17. Nov. 1998        | 17. Apr. 2000                         | Andy Cadiff | Bill Callahan & Philip Wen        |
| 58         | 10        | Familienbande                     | Gobbler The Wonder Turkey Saves The Day | 24. Nov. 1998        | 8. Mai 2000                           | Andy Cadiff | Tom Hertz                         |
| 59         | 11        | Wahre Helden                      | Local Hero                              | 8. Dez. 1998         | 15. Mai 2000                          | Andy Cadiff | Kirk J. Rudell                    |
| 60         | 12        | Affentheater                      | Monkey Business                         | 15. Dez. 1998        | 22. Mai 2000                          | Andy Cadiff | Stephen Godchaux                  |
| 61         | 13        | Taxi Driver                       | Taxi Driver                             | 5. Jan. 1999         | 29. Mai 2000                          | Andy Cadiff | Tim Hobert                        |
| 62         | 14        | Dicker Ärger                      | The Nutty Deputy Mayor                  | 12. Jan. 1999        | 5. Juni 2000                          | Andy Cadiff | Brian Buckner & Sebastian Jones   |
| 63         | 15        | In der Schusslinie                | Not In The Line Of Fire                 | 26. Jan. 1999        | 19. Juni 2000                         | Carl Lauten | Michelle Nader & Amy Cohen        |
| 64         | 16        | Undercover                        | Internal Affairs                        | 9. Feb. 1999         | 26. Juni 2000                         | Andy Cadiff | Gayle Abrams                      |
| 65         | 17        | Angeklagt                         | Dick Clark’s Rockin’ Make-out Party ‘99 | 16. Feb. 1999        | 3. Juli 2000                          | Andy Cadiff | Tom Hertz                         |
| 66         | 18        | Die Hand Gottes                   | Back To The Future IV: Judgement Day    | 23. Feb. 1999        | 10. Juli 2000                         | Andy Cadiff | David S. Rosenthal                |
| 67         | 19        | Allerlei Affären                  | Big Double Dutch Tournament             | 2. März 1999         | 17. Juli 2000                         | Andy Cadiff | David Ronn & Jay Scherick         |
| 68         | 20        | That’s Entertainment              | That’s Entertainment                    | 16. März 1999        | 24. Juli 2000                         | Andy Cadiff | Tim Hobert & Gayle Abrams         |
| 69         | 21        | Falsche Vaterfreuden              | The Last Temptation Of Mike             | 6. Apr. 1999         | 31. Juli 2000                         | Andy Cadiff | J.O.S. Hartung & Clayton Hamilton |
| 70         | 22        | Ein flotter Vierer                | Carter & Stuart & Bennett & Deirdre     | 13. Apr. 1999        | 7. Aug. 2000                          | Andy Cadiff | Mike Royce                        |
| 71         | 23        | Enthüllungen                      | The Mayor With Two Brains               | 4. Mai 1999          | 14. Aug. 2000                         | Andy Cadiff | Brian Buckner & Sebastian Jones   |
| 72         | 24        | Wall Street                       | Wall Street                             | 11. Mai 1999         | 21. Aug. 2000                         | Andy Cadiff | Philip Wen & Bill Callahan        |
| 73         | 25        | Gefährliche Liebschaften – Teil 1 | Klumageddon – Part 1                    | 18. Mai 1999         | 4. Sep. 2000                          | Andy Cadiff | Kirk J. Rudell                    |
| 74         | 26        | Gefährliche Liebschaften – Teil 2 | Klumageddon – Part 2                    | 25. Mai 1999         | 11. Sep. 2000                         | Andy Cadiff | David Ronn & Jay Scherick         |

## Staffel 4
Die Erstausstrahlung der vierten Staffel war vom 21. September 1999 bis zum 24. Mai 2000 auf dem US-amerikanischen Sender ABC. Die deutschsprachige Erstausstrahlung sendete der Fernsehsender ProSieben vom 18. September 2000 bis zum 19. März 2001.
| Nr. (ges.) | Nr. (St.) | Deutscher Titel             | Originaltitel                      | Erstausstrahlung USA | Deutschsprachige Erstausstrahlung (D) | Regie              | Drehbuch                   |
| ---------- | --------- | --------------------------- | ---------------------------------- | -------------------- | ------------------------------------- | ------------------ | -------------------------- |
| 75         | 1         | Fänger in der Bronx         | Catcher In The Bronx               | 21. Sep. 1999        | 18. Sep. 2000                         | Andy Cadiff        | Tom Hertz                  |
| 76         | 2         | Miese Tricks                | James And The Giant Peach          | 28. Sep. 1999        | 25. Sep. 2000                         | Andy Cadiff        | Stephen Godchaux           |
| 77         | 3         | Der Einbruch                | All The Mayor’s Men                | 5. Okt. 1999         | 2. Okt. 2000                          | Andy Cadiff        | Jon Pollack                |
| 78         | 4         | Die Paartherapie            | These Shoes Were Made For Cheatin’ | 12. Okt. 1999        | 9. Okt. 2000                          | Andy Cadiff        | Tad Quill                  |
| 79         | 5         | Der Schein trügt            | Rebel Without A Chair              | 19. Okt. 1999        | 16. Okt. 2000                         | Andy Cadiff        | Jay Scherick & David Ronn  |
| 80         | 6         | Traumpaare                  | Mayor May Not                      | 2. Nov. 1999         | 23. Okt. 2000                         | Andy Cadiff        | Tom Hertz                  |
| 81         | 7         | Leere Kassen                | The Great Debate                   | 9. Nov. 1999         | 30. Okt. 2000                         | Andy Cadiff        | Jill Cargerman             |
| 82         | 8         | Glücksfälle                 | How To Bury A Millionaire          | 16. Nov. 1999        | 6. Nov. 2000                          | Andy Cadiff        | Christopher Case           |
| 83         | 9         | Verliebt, verlobt, verlogen | The Thanksgiving Show              | 23. Nov. 1999        | 13. Nov. 2000                         | Andy Cadiff        | Richard Day                |
| 84         | 10        | Zweite Wahl                 | The Doorman Always Rings Twice     | 30. Nov. 1999        | 20. Nov. 2000                         | Andy Cadiff        | Tim Hobert                 |
| 85         | 11        | Die Spritztour              | Mustang Mikey                      | 7. Dez. 1999         | 27. Nov. 2000                         | Carl Lauten        | Jay Scherick & David Ronn  |
| 86         | 12        | Party-Mix                   | My Dinner With Caitlin             | 21. Dez. 1999        | 4. Dez. 2000                          | Andy Cadiff        | Bill Callahan & Philip Wen |
| 87         | 13        | Die Ersatzfrau              | A Tale Of Two Sisters              | 12. Jan. 2000        | 11. Dez. 2000                         | Andy Cadiff        | Jon Pollack                |
| 88         | 14        | Der Jammer mit der Klammer  | Casino                             | 2. Feb. 2000         | 18. Dez. 2000                         | Andy Cadiff        | Tim Hobert                 |
| 89         | 15        | Film ab – Frau weg          | The Marry Caitlin Moore Show       | 9. Feb. 2000         | 8. Jan. 2001                          | John Fortenberry   | Tad Quill                  |
| 90         | 16        | Nichts läuft wie geplant    | Suffragette City                   | 16. Feb. 2000        | 15. Jan. 2001                         | Andy Cadiff        | Tom Hertz                  |
| 91         | 17        | Falsch gedacht!             | Mike’s Best Friend’s Boyfriend     | 23. Feb. 2000        | 22. Jan. 2001                         | Andy Cadiff        | Dawn Urbont                |
| 92         | 18        | Der Schweineflüsterer       | The Pig Whisperer                  | 8. März 2000         | 29. Jan. 2001                         | Andy Cadiff        | Jay Scherick & David Ronn  |
| 93         | 19        | Gemischte Gefühle           | Uneasy Rider                       | 22. März 2000        | 5. Feb. 2001                          | Andy Cadiff        | Tim Hobert & Jon Pollack   |
| 94         | 20        | Was für eine Nacht!         | About Last Night                   | 19. Apr. 2000        | 12. Feb. 2001                         | David S. Rosenthal | Tad Quill                  |
| 95         | 21        | Wo die Liebe hinfährt       | Don’t Get On The Bus               | 26. Apr. 2000        | 19. Feb. 2001                         | Andy Cadiff        | Philip Wen & Bill Callahan |
| 96         | 22        | Turbulenzen                 | Airplane!                          | 3. Mai 2000          | 26. Feb. 2001                         | Andy Cadiff        | Jay Scherick & David Ronn  |
| 97         | 23        | Geständnisse                | An American Deputy Mayor In Paris  | 10. Mai 2000         | 5. März 2001                          | Andy Cadiff        | Bill Callahan & Philip Wen |
| 98         | 24        | Lockende Versuchung         | Commitments                        | 17. Mai 2000         | 12. März 2001                         | Andy Cadiff        | Jill Cargerman             |
| 99         | 25        | Goodbye Mike – Teil 1       | Good-Bye – Part 1                  | 24. Mai 2000         | 19. März 2001                         | Andy Cadiff        | Sarah Dunn                 |
| 100        | 26        | Goodbye Mike – Teil 2       | Good-Bye – Part 2                  | 24. Mai 2000         | 19. März 2001                         | Andy Cadiff        | Bill Lawrence              |

## Staffel 5
Die Erstausstrahlung der fünften Staffel war vom 18. Oktober 2000 bis zum 23. Mai 2001 auf dem US-amerikanischen Sender ABC. Die deutschsprachige Erstausstrahlung sendete der Fernsehsender ProSieben vom 15. Oktober 2001 bis zum 15. April 2002.
| Nr. (ges.) | Nr. (St.) | Deutscher Titel             | Originaltitel              | Erstausstrahlung USA | Deutschsprachige Erstausstrahlung (D) | Regie    | Drehbuch                                      |
| ---------- | --------- | --------------------------- | -------------------------- | -------------------- | ------------------------------------- | -------- | --------------------------------------------- |
| 101        | 1         | Hallo, Charlie              | Hello Charlie              | 18. Okt. 2000        | 15. Okt. 2001                         | Ted Wass | Tom Hertz                                     |
| 102        | 2         | Keep Smiling                | Smile                      | 25. Okt. 2000        | 22. Okt. 2001                         | Ted Wass | Chris Henchy                                  |
| 103        | 3         | Der Musterschüler           | The Spanish Prisoner       | 1. Nov. 2000         | 29. Okt. 2001                         | Ted Wass | Bill Callahan & Philip Wen                    |
| 104        | 4         | Einmal im Rampenlicht       | The Bone Collectors        | 8. Nov. 2000         | 5. Nov. 2001                          | Ted Wass | Jon Pollack & Tim Hobert                      |
| 105        | 5         | Nachhilfe mit Folgen        | Blind Faith                | 15. Nov. 2000        | 12. Nov. 2001                         | Ted Wass | Michelle Nader                                |
| 106        | 6         | Die Thanksgiving-Parade     | Balloons Over Broadway     | 22. Nov. 2000        | 19. Nov. 2001                         | Ted Wass | Mark Banker                                   |
| 107        | 7         | Der Trip nach New Orleans   | Lost And Found             | 29. Nov. 2000        | 26. Okt. 2001                         | Ted Wass | Bonnie Schneider & Hadley Davis               |
| 108        | 8         | Squash für Fortgeschrittene | All The Wrong Moves        | 6. Dez. 2000         | 3. Dez. 2001                          | Ted Wass | Stacy Traub                                   |
| 109        | 9         | Der Burger-Meister          | The Burgers Of Wrath       | 13. Dez. 2000        | 10. Dez. 2001                         | Ted Wass | Mark Torgove & Paul A. Kaplan                 |
| 110        | 10        | Heißer Schnee               | Toy Story                  | 20. Dez. 2000        | 17. Dez. 2001                         | Ted Wass | Chris Henchy                                  |
| 111        | 11        | Positives Denken            | The Perfect Dorm           | 10. Jan. 2001        | 7. Jan. 2002                          | Ted Wass | Jon Pollack & Tim Hobert                      |
| 112        | 12        | Liebe macht blind           | Hey Judith                 | 17. Jan. 2001        | 14. Jan. 2002                         | Ted Wass | Paul A. Kaplan & Mark Torgove                 |
| 113        | 13        | Der Spieler                 | The Gambler                | 24. Jan. 2001        | 21. Jan. 2002                         | Ted Wass | Bill Callahan & Philip Wen                    |
| 114        | 14        | Traumtypen                  | In The Company Of Dudes    | 7. Feb. 2001         | 28. Jan. 2002                         | Ted Wass | Michelle Nader                                |
| 115        | 15        | Image ist alles             | The Image Maker            | 14. Feb. 2001        | 4. Feb. 2002                          | Ted Wass | Bill Callahan & Philip Wen                    |
| 116        | 16        | Schluss mit lustig!         | Trainstopping              | 21. Feb. 2001        | 11. Feb. 2002                         | Ted Wass | Jon Pollack & Tim Hobert                      |
| 117        | 17        | Beste Beziehungen           | Rain On My Charades        | 28. Feb. 2001        | 18. Feb. 2002                         | Ted Wass | Peter Schneider                               |
| 118        | 18        | Allein unter Männern        | You’ve Got Male            | 25. Apr. 2001        | 25. Feb. 2002                         | Ted Wass | Mark Torgove & Paul A. Kaplan                 |
| 119        | 19        | Die Chance seines Lebens    | Minor League               | 2. Mai 2001          | 4. März 2002                          | Ted Wass | Bill Callahan & Philip Wen                    |
| 120        | 20        | Liebesgrüße aus dem All     | Science Fiction            | 9. Mai 2001          | 11. März 2002                         | Ted Wass | Reese Bryant                                  |
| 121        | 21        | Hahnenkampf                 | Brotherly Love             | 16. Mai 2001         | 18. März 2002                         | Ted Wass | Stacy Traub & Bonnie Schneider & Hadley Davis |
| 122        | 22        | Unter Beschuss              | A Shot In The Dark, Part 1 | 23. Mai 2001         | 8. Apr. 2002                          | Ted Wass | Paul A. Kaplan & Mark Torgove                 |
| 123        | 23        | Alte Freunde                | A Shot In The Dark, Part 2 | 23. Mai 2001         | 15. Apr. 2002                         | Ted Wass | Jon Pollack & Tim Hobert                      |

## Staffel 6
Die Erstausstrahlung der sechsten Staffel war vom 25. September 2001 bis zum 30. April 2002 auf dem US-amerikanischen Sender ABC. Die deutschsprachige Erstausstrahlung sendete der Fernsehsender ProSieben vom 29. Juli 2002 bis zum 30. Dezember 2002.
| Nr. (ges.) | Nr. (St.) | Deutscher Titel                | Originaltitel                           | Erstausstrahlung USA | Deutschsprachige Erstausstrahlung (D) | Regie    | Drehbuch                        |
| ---------- | --------- | ------------------------------ | --------------------------------------- | -------------------- | ------------------------------------- | -------- | ------------------------------- |
| 124        | 1         | Wiedersehen mit Mike           | The Arrival                             | 25. Sep. 2001        | 29. Juli 2002                         | Ted Wass | Tom Hertz                       |
| 125        | 2         | Alles aus Liebe                | A Tree Falls In Manhattan               | 25. Sep. 2001        | 5. Aug. 2002                          | Ted Wass | Jon Pollack                     |
| 126        | 3         | Wer ist hier der Boss?         | Wife With Mikey                         | 2. Okt. 2001         | 12. Aug. 2002                         | Ted Wass | Tim Hobert                      |
| 127        | 4         | Ungebetene Gäste               | The Apartment                           | 9. Okt. 2001         | 19. Aug. 2002                         | Ted Wass | Michelle Nader                  |
| 128        | 5         | Mit allen Mitteln              | Yet Another Stakeout                    | 16. Okt. 2001        | 26. Aug. 2002                         | Ted Wass | Chris Henchy                    |
| 129        | 6         | Oh, Baby!                      | Yeah Baby!                              | 23. Okt. 2001        | 2. Sep. 2002                          | Ted Wass | Bill Callahan & Philip Wen      |
| 130        | 7         | Der Feind in meinem Bett       | Sleeping With The Enemy                 | 6. Nov. 2001         | 9. Sep. 2002                          | Ted Wass | Mark Torgrove & Paul A. Kaplan  |
| 131        | 8         | Meine Freundin, Deine Freundin | She’s Gotta Habit                       | 6. Nov. 2001         | 16. Sep. 2002                         | Ted Wass | Stacy Traub                     |
| 132        | 9         | Traum-Partner                  | The Wedding Scammer                     | 13. Nov. 2001        | 23. Sep. 2002                         | Ted Wass | Bonnie Schneider & Hadley Davis |
| 133        | 10        | Wahlkampf mit allen Mitteln    | Fight Club                              | 20. Nov. 2001        | 30. Sep. 2002                         | Ted Wass | Mark Torgrove & Paul A. Kaplan  |
| 134        | 11        | Tag der Entscheidung           | Chinatown                               | 27. Nov. 2001        | 7. Okt. 2002                          | Ted Wass | Bill Callahan & Philip Wen      |
| 135        | 12        | Der Unbestechliche             | An Officer And A Gentleman              | 11. Dez. 2001        | 14. Okt. 2002                         | Ted Wass | Tim Hobert                      |
| 136        | 13        | Eine Herzensangelegenheit      | O Mother, Where Art Thou?               | 8. Jan. 2002         | 21. Okt. 2002                         | Ted Wass | Jon Pollack                     |
| 137        | 14        | Die Geburtstagsüberraschung    | Rags To Riches                          | 5. März 2002         | 4. Nov. 2002                          | Ted Wass | Mark Torgrove & Paul A. Kaplan  |
| 138        | 15        | Lügengeschichten               | Sex, Lies And Video Date                | 12. März 2002        | 11. Nov. 2002                         | Ted Wass | Michelle Nader                  |
| 139        | 16        | Schlaflos in New York          | Eyes Wide Open                          | 19. März 2002        | 18. Nov. 2002                         | Ted Wass | Chris Henchy                    |
| 140        | 17        | In den besten Jahren           | Age Against The Machine                 | 26. März 2002        | 25. Nov. 2002                         | Ted Wass | Hugh Webber                     |
| 141        | 18        | Fast ’ne Affäre                | An Affair Not To Remember               | 9. Apr. 2002         | 2. Dez. 2002                          | Ted Wass | Bill Callahan & Philip Wen      |
| 142        | 19        | Auf Sendung                    | Let’s Give Them Something To Talk About | 16. Apr. 2002        | 16. Dez. 2002                         | Ted Wass | Stacy Traub                     |
| 143        | 20        | Ein fast perfektes Paar        | Look Who’s Not Talking                  | 23. Apr. 2002        | 23. Dez. 2002                         | Ted Wass | Hadley Davis & Bonnie Schneider |
| 144        | 21        | Konkurrenzkampf                | A Tale Of Four Cities                   | 30. Apr. 2002        | 30. Dez. 2002                         | Ted Wass | Reese Bryant                    |
| 145        | 22        | Vorsicht Kamera!               | A Friend In Need                        | 30. Apr. 2002        | 30. Dez. 2002                         | Ted Wass | Robert E. Cornick               |